# Pie-IX (metrostation)
Pie-IX is een metrostation in het stadsdeel Mercier–Hochelaga-Maisonneuve van de Canadese stad Montréal. Het naar paus Pius IX vernoemde station werd geopend op 6 juni 1976 en wordt bediend door de groene lijn van de metro van Montréal. 